# Edward Winslow Gifford
Edward Winslow Gifford (14 août 1887 – 16 mai 1959) est un ethnologue américain professeur à l'université de Californie à Berkeley. Il a dédié une partie de sa vie à l'étude des amérindiens de Californie, ainsi qu'aux populations austronésiennes d'Océanie.

## Biographie
Gifford est né à Oakland en Californie, il devint conservateur assistant en ornithologie à l'Académie des sciences de Californie après avoir obtenu son diplôme du secondaire, il n'étudia en effet jamais à l'université. Il rejoint par la suite le Musée d'anthropologie de l'Université de Californie en 1912 en tant que conservateur assistant, il fut par la suite nommé conservateur du musée en 1925 puis professeur en 1945. Il développa son travail en association avec l'anthropologue Alfred L. Kroeber. Gifford a produit plus de 100 publications. Sa contribution a permis au Musée d'anthropologie de l'Université de Californie de devenir une des plus importantes institutions des États-Unis dans ce domaine.
Gifford a également produit une ethnographie détaillée de la population des Tonga.
À la fin de sa vie, il mène une série d'expéditions archéologiques pionnières sur l'île de Viti Levu (Fidji) en 1947, sur la Grande Terre (Nouvelle-Calédonie) en 1952, et Yap (États fédérés de Micronésie). Avec son assistant à l'université de Californie à Berkeley, Richard Shutler Jr., il met notamment à jour, sur le site « 13 », sur la péninsule de Foué à Koné en Nouvelle-Calédonie, les premiers vestiges connus de poterie qui serviront à déterminer l'existence de la civilisation « Lapita », du nom du lieu-dit où eut lieu cette découverte.